# Pelinkovac
Pelinkovac je liker zamjetno gorkog okusa pelina, iz kojega se i proizvodi, uz dodatak 26 različitih ljekovitih biljaka koje ga obogaćuju specifičnom aromom i ugodnim mirisom. Sadrži do 35% alkohola. Pije se ohlađen bez leda, kao aperitiv prije i digestiv nakon jela.
Poznat je kao "biljni ljekoviti liker". [nedostaje izvor]

## Varijacije
- Half Pelinkovac
- Pelinkovac Orange
- Premium Pelinkovac (Antique Pelinkovac)
- Štrukani pelinkovac - kriška limuna se iscjedi u obični pelinkovac prije posluživanja